# Roberto García (piłkarz)
Roberto García – piłkarz urugwajski, pomocnik.
Jako piłkarz klubu Montevideo Wanderers wziął udział w turnieju Copa América 1949, gdzie Urugwaj zajął szóste miejsce. García zagrał we wszystkich siedmiu meczach - z Ekwadorem, Boliwią, Paragwajem, Kolumbią, Brazylią, Peru i Chile.
W reprezentacji Urugwaju García grał tylko w 1949 roku podczas turnieju Copa América - rozegrał w niej łącznie 7 meczów i nie zdobył żadnej bramki.